# Дайнюс Разаускас
Дайнюс Разаускас (лит. Dainius Razauskas, нар. 1960, Вільнюс, Литва) — литовський міфолог, релігієзнавець, письменник та перекладач. Один з провідних експертів з балтійської міфології.

## Життєпис
Дайнюс Разаускас народився 1960 року у Вільнюсі. Закінчив факультет математики та інформатики Вільнюського університету. Потім вчився в Російській академії наук, де його викладачем був Володимир Топоров, відомий лінгвіст та міфолог. 2005 року Разаускас став доктором наук, закінчивши свою габілітацію з працею «Лексико-семантичний аналіз міфологічних концепцій рибного символізму у балтсько-слов'янській традиції (з посиланням до індоіранських даних)»
З 2007 року він працює в Інституті литовської літератури та фольклору. Він також викладає курс литовської релігії та міфології у Вільнюському університеті. Разаускас також працює редактором журналу «Liaudies kultūra» («Народна культура»). Крім наукових робіт, він також опублікував збірку коротких оповідей (Pro langą: Novelės, 1990).
2016 року отримав нагороду Йонаса Басанавічуса.

## Головні роботи
- Ryto ratų ritimai: Pagrindinio kosmologinio modelio rekonstrukcija su etimologiniais priedainiais (Ритимай ранкових коліс: реконструкція основної космологічної моделі з етимологічними хорами (2000)
- Vėjūkas: Lietuvių vėjo demono vardo ir įvaizdžio rekonstrukcija, atsižvelgiant į vieną skitų atitikmenį (osetinų wæjug / wæjyg) (Веюкас: реконструкція імені та зображення литовського вітряного Дамона у порівнянні із скіфським зразком (Osetin wæjug / wæjyg)) (2004)
- Vytis simbolikos požiūriu: Baltas raitelis su iškeltu kalaviju raudoname lauke (Витіс у символічному розрізі: білий вершник з рожевим мечем на червоному тлі) (2008)
- Krosnis mitologijoje (Пічка у міфології) (2011)
- Visi dievai: „panteono“ sąvokos kilmė, pirminis turinys ir lietuviškas atitikmuo (Всі богиs: походження терміна «пантеон», перше його значення та литовський аналог) (2016)